# Alberto Fujimori

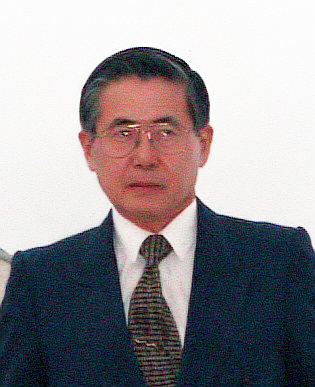
Alberto Fujimori (1998)

Alberto Kenya Fujimori bzw. Alberto Fujimori Fujimori (japanisch 藤森 謙也 Fujimori Ken’ya; * 26. Juli 1938 vermutlich in Lima; † 11. September 2024 in Lima) war ein peruanischer Politiker, der vom 28. Juli 1990 bis zum 17. November 2000 Präsident Perus war. Er wurde wegen Korruption und Verstoßes gegen die Menschenrechte durch den Kongress in Abwesenheit seines Amtes enthoben und nach mehrjährigem Exil in Japan zu einer jahrzehntelangen Haftstrafe verurteilt.

## Leben

### Frühes Leben
Alberto Fujimori wurde nach offiziellen Angaben in Lima als Sohn japanischer Eltern geboren, die aus Kawachi, Kumamoto, stammten und 1934 nach Peru gezogen waren. Es gibt Vermutungen, dass sein tatsächliches Geburtsland Japan ist. Dies hätte eine Präsidentschaftskandidatur unmöglich gemacht, da man als Staatspräsident in Peru geboren sein muss. Seine Eltern waren Baumwollpflücker. Er studierte von 1957 bis 1961 Agraringenieurwesen an der Universidad Nacional Agraria de la Molina und wurde promoviert. Nach kurzer Lehrtätigkeit studierte er ab 1964 Mathematik und Physik an der Universität Straßburg. Von 1970 an studierte er an der University of Wisconsin–Milwaukee und erlangte mit dem Master of Science einen weiteren akademischen Grad.
Zurück in Peru wurde er 1984 Dekan der naturwissenschaftlichen Fakultät der Universität La Molina und Rektor der Universität. Fujimori war zweimal Präsident der nationalen peruanischen Kommission der Universitätsrektoren.

### Aufstieg zum Präsidenten
Von 1987 bis 1989 moderierte Fujimori die politische Talkshow Concertando des staatlichen Fernsehsenders Televisión Nacional de Perú. So wurde er einem breiteren Publikum bekannt.
Nachdem er zunächst der Alianza Popular Revolucionaria Americana (APRA) von Präsident Alan García Pérez nahegestanden hatte, trat er 1989 der neu gegründeten Protestpartei Cambio 90 bei, die die Politik des Präsidenten García ablehnte. Zu den Präsidentschaftswahlen 1990 trat Fujimori unter dem Motto „honestidad, tecnología, trabajo“ (Ehrlichkeit, Technologie, Arbeit) als Außenseiter an. Obwohl von den Medien nur wenig beachtet, profitierte er von der Unzufriedenheit mit den traditionellen politischen Strömungen und der diskreditierten politischen Klasse Perus und holte im ersten Wahlgang überraschend 30,7 % der Stimmen. Zur Stichwahl trat er gegen den Schriftsteller Mario Vargas Llosa an, den Kandidaten einer Mitte-Rechts-Bewegung. Nachdem sich die Parteien der Linken gegen den zunächst klar favorisierten Vargas Llosa gestellt hatten, errang Fujimori 56,5 % der Stimmen und wurde Präsident.

### Präsidentschaft
Bei Amtsantritt Fujimoris war Peru von einer Wirtschaftskrise und Hyperinflation gekennzeichnet. Zudem terrorisierten extremistische Gruppierungen, insbesondere der maoistische Sendero Luminoso, weite Teile des Landes durch Anschläge.
Entgegen seinen Versprechen im Wahlkampf führte Fujimori eine „Schocktherapie“ durch, mit dem Ziel einer Inflations- und Preisstabilisierung bei weitgehender Liberalisierung der Märkte und Privatisierung bislang staatlicher Unternehmen. Der Staatsapparat wurde deutlich verkleinert, was zu einem Anstieg der Arbeitslosenquote und der Schwarzarbeit führte. Die alte Währung Inti wurde im Verhältnis 1:1.000.000 in Nuevo Sol umgetauscht. In der Folge dieser Politik endete die Hyperinflation und bis zur Rezession 1998 verzeichnete Peru jedes Jahr ein Wirtschaftswachstum von deutlich über 5 %; 1994 wies Peru mit 12,3 % das größte Wirtschaftswachstum seiner Geschichte auf.

### Scheindemokratie
Im Kongress besaß die Partei Fujimoris keine Mehrheit. Nachdem es immer wieder zu Streitigkeiten zwischen dem Präsidenten und dem Parlament gekommen war, löste er am 5. April 1992 den Kongress ohne Vorankündigung auf und suspendierte die verfassungsmäßigen Rechte der Judikative. Die Auflösung des Zweikammersystems ist im allgemeinen Sprachgebrauch Perus als autogolpe (Selbstputsch) bekannt. Mit Tolerierung und teilweise auch mit Unterstützung des Militärs errichtete Fujimori eine „Regierung des Notstands und der nationalen Umstrukturierung“. Nicht zuletzt durch den internationalen Druck musste Fujimori noch im gleichen Jahr Wahlen für eine konstituierende Versammlung (Asamblea Constituyente) ausrufen. Diese verabschiedete 1993 eine neue Verfassung. Die Ergebnisse eines Referendums wurden allerdings nicht amtlich bestätigt. So besteht der Verdacht, dass die Verfassung nie dem Mehrheitswillen der Bevölkerung entsprach. In der neuen Verfassung wurde das Einkammersystem (Cámara de Diputados) festgeschrieben. Eine in der alten Verfassung vorgesehene zweite gesetzgebende Kammer (Cámara de Senadores) wurde ersatzlos gestrichen. Die bis 1990 vorangetriebene Dezentralisierung wurde gestoppt und die Regionalparlamente aufgelöst. An ihre Stelle traten provisorische Regionalverwaltungen, die von der Zentralregierung benannt wurden.
Seine „antisubversive“ Politik erzielte wichtige Erfolge, darunter die weitgehende Zerschlagung der Guerilla-/Terroristenorganisationen und die Festnahme ihrer führenden Köpfe, dies jedoch mittels zahlreicher Menschenrechtsverletzungen gegenüber den Partisanen und der Zivilbevölkerung. Zu den Präsidentschaftswahlen von 1995 trat der ehemalige UN-Generalsekretär Javier Pérez de Cuéllar gegen Fujimori an. Die Wahlen gewann jedoch Fujimori mit 62 % der Stimmen.
Am 17. Dezember 1996 stürmten fünfzehn Mitglieder der Movimiento Revolucionario Túpac Amaru (MRTA) während eines Empfanges die Residenz des japanischen Botschafters in Lima und hielten zahlreiche wichtige Persönlichkeiten als Geiseln fest. Von den 483 Geiseln wurden noch am selben Abend über 200 Personen, meist Frauen, freigelassen. Die Geiselnehmer verlangten die Freilassung aller inhaftierten Túpac-Amaru-Mitglieder, insbesondere des MRTA-Chefs Victor Polay und seines Vize Peter Cárdenas Schulte. Während der viermonatigen Besetzung ließen die Rebellen immer wieder Geiseln frei. Am 22. April 1997 stürmte die Armee die Residenz des japanischen Botschafters und beendete die Geiselnahme blutig. Alle Geiselnehmer wurden getötet. Außerdem kamen eine Geisel sowie zwei Soldaten dabei ums Leben; 71 Geiseln wurden befreit.
Obwohl die peruanische Verfassung eigentlich maximal zwei Amtszeiten eines Präsidenten vorsah, kündigte Fujimori 1998 eine erneute Kandidatur an. Ein neues Gesetz mit einer „authentischen Interpretation der Verfassung“ wurde verabschiedet. Die Gesetzesvorlage passierte den Kongress ohne größere Diskussion, nicht zuletzt wegen der Mehrheitsverhältnisse im Kongress. Das Gesetz erlaubte Fujimori eine dritte Amtsperiode, da die Wahl 1990 nicht angerechnet werden könne, weil sie nicht auf Grundlage der jetzt gültigen Verfassung aus dem Jahr 1993 erfolgt sei.
Abgeordnete der Kongressopposition legten beim Verfassungsgericht (tribunal constitucional) Beschwerde ein. Das Gericht beabsichtigte, das Gesetz für unvereinbar mit der Verfassung zu erklären. Daraufhin entließ Fujimori drei Verfassungsrichter. Der Präsident des Verfassungsgerichts trat aus Solidarität von seinem Amt zurück. Da die Richterposten nicht neu besetzt wurden, war das Gericht handlungsunfähig, denn die notwendige Mehrheit für eine Gerichtsentscheidung konnte mit nur drei aktiven Richtern nicht mehr zustande kommen. Daraufhin begannen Studenten- und Gewerkschaftsproteste, die nach einigen Wochen wieder abflauten, da es nicht gelang, diese gesellschaftlichen Kräfte in politische Parteien einzubinden oder umzuwandeln.

### Krise und Rücktritt
Fujimori gewann die Wahlen vom 28. April 2000, doch gab es eine Welle von Betrugsvorwürfen. Einer der Oppositionsführer, Alejandro Toledo, forderte zunächst erfolglos die Annullierung der Wahlen. Doch wenige Monate später erschütterte der sogenannte Montesinos-Skandal die Regierung. Am 14. September wurde im Fernsehen ein Video gezeigt, in welchem Vladimiro Montesinos, einer der wichtigsten Berater und Weggefährte Fujimoris, dem Oppositionsabgeordneten Alberto Kouri Bestechungsgeld in Höhe von 15.000 US-Dollar für dessen Übertritt in die Partei des Präsidenten übergibt. Der Druck auf Fujimori wurde so stark, dass dieser am 16. September Neuwahlen für 2001 ankündigte, zu welchen er nicht mehr antrat.
Fujimori reiste in seiner Eigenschaft als Präsident zu einem Treffen in Asien. Nach dessen Beendigung reiste er jedoch nicht zurück nach Peru, sondern weiter nach Japan. Im Parlament gelang es der Opposition, ihn für amtsunfähig erklären zu lassen. In einem Fax erklärte Fujimori seinen Rücktritt und der neue Parlamentspräsident Valentín Paniagua Corazao übernahm kommissarisch die Amtsgeschäfte des Präsidenten.
Fujimori wurde aufgrund seiner Menschenrechtsverletzungen und weiterer Vorwürfe mit internationalem Haftbefehl gesucht. Wegen seiner japanischen Eltern wurde ihm am 12. Dezember 2000 die japanische Staatsbürgerschaft anerkannt. Dies schützte ihn in Japan vor einer Abschiebung nach Peru. Bei seiner Einreise nach Chile am 7. November 2005 wurde Fujimori jedoch wegen des bestehenden internationalen Haftbefehles in Santiago verhaftet.
Am 8. Juni 2007 wurde Fujimori vom Obersten Gerichtshof in Santiago de Chile unter Hausarrest gestellt, damit er sich einer möglichen Abschiebung nach Peru nicht entziehen konnte. Am 28. Juni 2007 teilte Shizuka Kamei, Vorsitzender der Neuen Volkspartei (PNP), mit, dass Fujimori von seiner Partei für die Oberhauswahl in Japan am 29. Juli als Kandidat aufgestellt werde. Am 11. Juli 2007 lehnte Orlando Álvarez, Richter am Obersten Gerichtshof Chiles, die Auslieferung Fujimoris mit der Begründung ab, dass die vorgebrachten Anklagepunkte nicht stichhaltig seien.
Am 21. September 2007 entschied der Oberste Gerichtshof Chiles, Fujimori doch auszuliefern, was am nächsten Tag auch geschah. Er wurde im Gefängnis des Hauptquartiers der Sonderpolizei Dinoes inhaftiert. Ihm wurde unter anderem vorgeworfen, für zwei Massaker an maoistischen Rebellen (siehe: Sendero Luminoso) mit insgesamt 25 Toten verantwortlich zu sein, die Anklage umfasste weitere fünf Punkte, unter anderem auch Korruption und Folter.

### Gerichtsverfahren
Die Gerichtsverhandlung vor dem Obersten Gerichtshof (Corte Suprema de Justicia de la República del Perú, CSJ) begann am 10. Dezember 2007. Am ersten Prozesstag bezeichnete sich Fujimori als „unschuldig“ und erklärte, er „akzeptiere die Vorwürfe der Anklage nicht“. Aufgrund gesundheitlicher Probleme Fujimoris wurde der Prozess schon am ersten Verhandlungstag unterbrochen und vertagt. Am 11. Dezember 2007 verurteilte ihn das Gericht zu sechs Jahren Haft und zu einer Geldstrafe von 92.000 US-Dollar wegen Anordnung eines Einbruchs und Diebstahls, da er kurz vor seinem Sturz eine Hausdurchsuchung ohne die erforderliche Genehmigung eines Staatsanwalts angeordnet hatte. Am 7. April 2009 verurteilte der Corte Suprema de Justicia de la República del Perú Fujimori aufgrund seiner Verantwortung für den Einsatz von Todesschwadronen, insbesondere einer „Colina“ genannten Einheit, wegen Totschlag mit Hinterlist (Art. 108 des Código Penal del Perú, des peruanischen Strafgesetzbuches), wegen schwerer Körperverletzung (Art. 121) und wegen grausamer und erniedrigender Behandlung (Art. 152) zu 25 Jahren Gefängnis. Die von ihm geforderte Revision wurde am 3. Januar 2010 zurückgewiesen, wodurch das Urteil rechtskräftig wurde.
Bereits im Juli 2009 wurde Fujimori in einem weiteren Prozess wegen Korruption zu siebeneinhalb Jahren Haft verurteilt. Er hatte seinem Berater Vladimiro Montesinos im Jahre 2000 umgerechnet etwa elf Millionen Euro aus dem Verteidigungsetat gezahlt und dies als „Entschädigung“ deklariert. Bezüglich des Vorwurfs, Zwangssterilisationen angeordnet zu haben, entschied der Staatsanwalt Marco Guzmán im Januar 2014, mangels Beweisen keine Anklage zu erheben, ließ aber offen, dass jederzeit bei neuen Beweisen eine neue Anklage erhoben werden könne.

### Begnadigung und Rechtsstreit darum
Am 24. Dezember 2017 wurde der damals 79-jährige Fujimori von Perus Präsident Pedro Pablo Kuczynski begnadigt und vorzeitig aus der Haft entlassen. Fujimori galt als herzkrank und war mehrfach ins Krankenhaus eingeliefert worden. Eine medizinische Untersuchung hatte ergeben, dass er an einer fortgeschrittenen, nicht heilbaren Krankheit leide. Bei vollem Strafmaß wäre Fujimori erst im Alter von 93 Jahren aus der Haft entlassen worden. Spekuliert wurde betreffend der Begnadigung, dass der gegen eine absolute Parlamentsmehrheit von Fuerza Popular, der Partei von Fujimoris Tochter Keiko Fujimori, stehende Kuczynski mit der Familie Fujimori eine Abmachung getroffen habe. So hatte Kuczynski wenige Tage zuvor ein durch Keiko Fujimori mitangestrengtes Amtsenthebungsverfahren im Parlament entgegen den Erwartungen überstanden. Zehn oppositionelle Abgeordnete enthielten sich bei der Stimmabgabe, darunter Fujimoris Sohn Kenji, der wie Keiko der Fuerza Popular angehört. Kenji Fujimori dankte Kuczynski später für seine „noble und große Geste“. Tausende Menschen protestierten gegen die Begnadigung.
Im Oktober 2018 hob Perus Oberster Gerichtshof die Begnadigung Fujimoris auf und ordnete dessen Verhaftung an. Eine Woche später erließ das von Fuerza Popular dominierte Parlament ein Gesetz, wonach bei älteren Gefangenen anstelle des Gefängnisaufenthalts eine großzügige elektronische Überwachung ausreicht. Im März 2022 setzte das Verfassungsgericht die Begnadigung wieder in Kraft. Das Justizministerium kündigte an, dagegen vor dem Interamerikanischen Gerichtshof für Menschenrechte zu klagen. Dieser hob die Begnadigung im April 2022 erneut auf und wies Peru an, Fujimori nicht freizulassen. Anfang Dezember 2023 ordnete das peruanische Verfassungsgericht die Freilassung Fujimoris an und setzte die Begnadigung aus humanitären Gründen wieder in Kraft; am 6. Dezember 2023 wurde er freigelassen. Er kündigte im Juli 2024 eine erneute Kandidatur für die Präsidentschaft an. Am 11. September 2024 verstarb Fujimori in Lima im Alter von 86 Jahren an den Folgen eines Mundhöhlenkarzinoms.
Fujimori wurde am 14. September 2024 mit staatlichen Ehren und dreitägiger Staatstrauer beigesetzt. Kritiker warfen der Regierung Dina Boluartes eine „Apologie der Diktatur“ vor.

## Familie
Fujimori heiratete 1974 Susana Higuchi, die 1994 ihre eigene politische Partei gründete und sich 1998 von ihm scheiden ließ. Aus ihrer Ehe stammen vier Kinder: Keiko, Hiro, Sachi und Kenji. Seine Tochter Keiko und sein Sohn Kenji wurden ebenfalls Politiker. Keiko Fujimori war Präsidentschaftskandidatin 2011, 2016 sowie 2021. Im April 2006 heiratete er seine zweite Frau, die japanische Hotelierin Satomi Kataoka (片岡 都美). Fujimoris Schwester Rosa war in Peru der Korruption angeklagt und bis zur Verjährung der Tat 2019 flüchtig.